# دانييلا باردو
دانييلا باردو (بالإسبانية: Daniela Pardo)‏ هي لاعبة كرة قدم تشيلية، ولدت في 9 مايو 1988 في سانتياغو في تشيلي. لعبت مع سانتياغو مورنينغ ‏.

## روابط خارجية
- دانييلا باردو على موقع الاتحاد الدولي (مؤرشف)  (الإنجليزية)
- دانييلا باردو على موقع قاعدة بيانات كرة القدم.إي يو (الإنجليزية)
- دانييلا باردو على موقع أوليمبيديا (الإنجليزية)